# Spilosoma bifurca
Spilosoma bifurca là một loài bướm đêm thuộc phân họ Arctiinae, họ Erebidae.